# Purpose (Justin Bieber)
Purpose is het vierde studioalbum van de Canadese zanger Justin Bieber. Het album is uitgekomen op 13 november 2015. Het is de opvolger van het remixalbum "Believe Acoustic". Bieber produceerde mee aan het album, naast o.a. Skrillex en Diplo. Purpose is anno 2023 het meest gestreamde album van Justin Bieber, mede dankzij de grote hits Love Yourself, What Do You Mean? en Sorry . Het album bevat meer invloeden vanuit de R&B en dancewereld. Bieber maakt op het album namelijk samenwerkingen met topproducers en R&B-artiesten als Travis Scott en Big Sean. Het album werd genomineerd voor een Grammy Award voor Beste album. Ter promotie van het album trok de zanger met zijn Purpose World Tour door meer dan 35 landen. Het werd met bijna 3 miljoen bezoekers de grootste tournee uit zijn carrière. 

## Tracklist
| Nr. | Titel                            | Duur |
| --- | -------------------------------- | ---- |
| 1   | Mark My Words                    | 2:14 |
| 2   | I'll Show You                    | 3:19 |
| 3   | What Do You Mean? (met Big Sean) | 3:25 |
| 4   | Sorry                            | 3:20 |
| 5   | Love Yourself                    | 3:53 |
| 6   | Company (met Drake)              | 3:28 |
| 7   | No Pressure (met Big Sean)       | 4:46 |
| 8   | No Sense (met Travis Scott)      | 4:35 |
| 9   | The Feeling (met Halsey)         | 4:04 |
| 10  | Life Is Worth Living             | 3:54 |
| 11  | Where Are Ü Now                  | 4:02 |
| 12  | Children                         | 3:43 |
| 13  | Purpose                          | 3:30 |

### Itunesbonus track
| Nr. | Titel                     | Duur |
| --- | ------------------------- | ---- |
| 14  | What Do You Mean? (remix) | 3:24 |

### Spotify edition bonus track
| Nr. | Titel                        | Duur |
| --- | ---------------------------- | ---- |
| 14  | What Do You Mean? (acoustic) | 3:24 |

### Deluxe edition bonus tracks
| Nr. | Titel          | Duur |
| --- | -------------- | ---- |
| 14  | Been You       | 3:19 |
| 15  | Get Used to It | 3:58 |
| 16  | We Are         | 3:22 |
| 17  | Trust          | 3:23 |
| 18  | All in It      | 3:51 |

### Japanse deluxe edition bonus tracks
| Nr. | Titel                           | Duur |
| --- | ------------------------------- | ---- |
| 14  | Been You                        | 3:19 |
| 15  | Get Used to It                  | 3:58 |
| 16  | We Are                          | 3:22 |
| 17  | Trust                           | 3:23 |
| 18  | All in It                       | 3:51 |
| 19  | Hit the Ground                  | 3:48 |
| 20  | The Most                        | 3:20 |
| 21  | Home to Mama (met Cody Simpson) | 3:23 |
| 22  | What Do You Mean? (music video) |      |
| 23  | What Do You Mean? (lyric video) |      |

## Hitnotering

### NederlandseAlbum Top 100
| Hitnotering: (Week 1 t/m 162) 21-11-2015 t/m 22-12-2018 Hitnotering: (Week 163 t/m 179) 05-01-2019 t/m heden | Hitnotering: (Week 1 t/m 162) 21-11-2015 t/m 22-12-2018 Hitnotering: (Week 163 t/m 179) 05-01-2019 t/m heden | Hitnotering: (Week 1 t/m 162) 21-11-2015 t/m 22-12-2018 Hitnotering: (Week 163 t/m 179) 05-01-2019 t/m heden | Hitnotering: (Week 1 t/m 162) 21-11-2015 t/m 22-12-2018 Hitnotering: (Week 163 t/m 179) 05-01-2019 t/m heden | Hitnotering: (Week 1 t/m 162) 21-11-2015 t/m 22-12-2018 Hitnotering: (Week 163 t/m 179) 05-01-2019 t/m heden | Hitnotering: (Week 1 t/m 162) 21-11-2015 t/m 22-12-2018 Hitnotering: (Week 163 t/m 179) 05-01-2019 t/m heden | Hitnotering: (Week 1 t/m 162) 21-11-2015 t/m 22-12-2018 Hitnotering: (Week 163 t/m 179) 05-01-2019 t/m heden | Hitnotering: (Week 1 t/m 162) 21-11-2015 t/m 22-12-2018 Hitnotering: (Week 163 t/m 179) 05-01-2019 t/m heden | Hitnotering: (Week 1 t/m 162) 21-11-2015 t/m 22-12-2018 Hitnotering: (Week 163 t/m 179) 05-01-2019 t/m heden | Hitnotering: (Week 1 t/m 162) 21-11-2015 t/m 22-12-2018 Hitnotering: (Week 163 t/m 179) 05-01-2019 t/m heden | Hitnotering: (Week 1 t/m 162) 21-11-2015 t/m 22-12-2018 Hitnotering: (Week 163 t/m 179) 05-01-2019 t/m heden | Hitnotering: (Week 1 t/m 162) 21-11-2015 t/m 22-12-2018 Hitnotering: (Week 163 t/m 179) 05-01-2019 t/m heden | Hitnotering: (Week 1 t/m 162) 21-11-2015 t/m 22-12-2018 Hitnotering: (Week 163 t/m 179) 05-01-2019 t/m heden | Hitnotering: (Week 1 t/m 162) 21-11-2015 t/m 22-12-2018 Hitnotering: (Week 163 t/m 179) 05-01-2019 t/m heden | Hitnotering: (Week 1 t/m 162) 21-11-2015 t/m 22-12-2018 Hitnotering: (Week 163 t/m 179) 05-01-2019 t/m heden | Hitnotering: (Week 1 t/m 162) 21-11-2015 t/m 22-12-2018 Hitnotering: (Week 163 t/m 179) 05-01-2019 t/m heden | Hitnotering: (Week 1 t/m 162) 21-11-2015 t/m 22-12-2018 Hitnotering: (Week 163 t/m 179) 05-01-2019 t/m heden | Hitnotering: (Week 1 t/m 162) 21-11-2015 t/m 22-12-2018 Hitnotering: (Week 163 t/m 179) 05-01-2019 t/m heden | Hitnotering: (Week 1 t/m 162) 21-11-2015 t/m 22-12-2018 Hitnotering: (Week 163 t/m 179) 05-01-2019 t/m heden | Hitnotering: (Week 1 t/m 162) 21-11-2015 t/m 22-12-2018 Hitnotering: (Week 163 t/m 179) 05-01-2019 t/m heden | Hitnotering: (Week 1 t/m 162) 21-11-2015 t/m 22-12-2018 Hitnotering: (Week 163 t/m 179) 05-01-2019 t/m heden |
| Week: | 1 | 2 | 3 | 4 | 5 | 6 | 7 | 8 | 9 | 10 | 11 | 12 | 13 | 14 | 15 | 16 | 17 | 18 | 19 | 20 |
| --- | --- | --- | --- | --- | --- | --- | --- | --- | --- | --- | --- | --- | --- | --- | --- | --- | --- | --- | --- | --- |
| Nummer | 1 | 4 | 4 | 3 | 3 | 5 | 3 | 2 | 3 | 4 | 3 | 3 | 2 | 3 | 2 | 4 | 3 | 5 | 3 | 4 |
| Week: | 21 | 22 | 23 | 24 | 25 | 26 | 27 | 28 | 29 | 30 | 31 | 32 | 33 | 34 | 35 | 36 | 37 | 38 | 39 | 40 |
| Positie: | 3 | 3 | 2 | 5 | 6 | 6 | 8 | 10 | 10 | 12 | 14 | 13 | 12 | 11 | 9 | 10 | 7 | 7 | 7 | 4 |
| Week: | 41 | 42 | 43 | 44 | 45 | 46 | 47 | 48 | 49 | 50 | 51 | 52 | 53 | 54 | 55 | 56 | 57 | 58 | 59 | 60 |
| Positie: | 5 | 11 | 6 | 11 | 8 | 11 | 9 | 2 | 8 | 11 | 10 | 15 | 15 | 12 | 17 | 17 | 20 | 22 | 21 | 14 |
| Week: | 61 | 62 | 63 | 64 | 65 | 66 | 67 | 68 | 69 | 70 | 71 | 72 | 73 | 74 | 75 | 76 | 77 | 78 | 79 | 80 |
| Positie: | 16 | 20 | 13 | 13 | 12 | 14 | 14 | 12 | 15 | 15 | 20 | 26 | 24 | 29 | 27 | 25 | 24 | 26 | 33 | 34 |
| Week: | 81 | 82 | 83 | 84 | 85 | 86 | 87 | 88 | 89 | 90 | 91 | 92 | 93 | 94 | 95 | 96 | 97 | 98 | 99 | 100 |
| Positie: | 30 | 20 | 25 | 27 | 28 | 29 | 27 | 24 | 27 | 19 | 17 | 16 | 16 | 24 | 25 | 25 | 32 | 31 | 40 | 32 |
| Week: | 101 | 102 | 103 | 104 | 105 | 106 | 107 | 108 | 109 | 110 | 111 | 112 | 113 | 114 | 115 | 116 | 117 | 118 | 119 | 120 |
| Positie: | 28 | 35 | 39 | 35 | 35 | 39 | 37 | 48 | 49 | 62 | 54 | 42 | 42 | 43 | 45 | 51 | 51 | 52 | 52 | 50 |
| Week: | 121 | 122 | 123 | 124 | 125 | 126 | 127 | 128 | 129 | 130 | 131 | 132 | 133 | 134 | 135 | 136 | 137 | 138 | 139 | 140 |
| Positie: | 47 | 57 | 55 | 56 | 52 | 56 | 50 | 66 | 59 | 58 | 62 | 58 | 59 | 58 | 62 | 64 | 55 | 62 | 63 | 69 |
| Week: | 141 | 142 | 143 | 144 | 145 | 146 | 147 | 148 | 149 | 150 | 151 | 152 | 153 | 154 | 155 | 156 | 157 | 158 | 159 | 160 |
| Positie: | 51 | 47 | 46 | 52 | 60 | 59 | 55 | 54 | 54 | 53 | 54 | 61 | 61 | 65 | 69 | 64 | 79 | 92 | 93 | 85 |
| Week: | 161 | 162 | | 163 | 164 | 165 | 166 | 167 | 168 | 169 | 170 | 171 | 172 | 173 | 174 | 175 | 176 | 177 | 178 | 179 |
| Positie: | 90 | 93 | uit | 73 | 65 | 64 | 67 | 84 | 70 | 75 | 69 | 71 | 70 | 63 | 61 | 60 | 63 | 62 | 69 | 58 |